# Copa de la República 1931
La Copa de la República 1931 fu la 31ª edizione della Coppa di Spagna. Il nome del torneo venne cambiato a causa della fondazione della Seconda Repubblica Spagnola il 14 aprile 1931 ovvero due giorni dopo l'inizio della competizione. A partire da quest'anno tutte le squadre che avevano il titolo Real ne furono private. Il torneo iniziò il 12 aprile e si concluse il 21 giugno 1931. La finale si disputò allo stadio Chamartín di Madrid dove l'Athletic Bilbao ottenne l'undicesima vittoria.

## Partecipanti
- Andalusia:  Siviglia  Real Betis
- Aragona: Iberia SD, Patria Aragón
- Asturie:  Sporting Gijón  Oviedo
- Baleari: Athletic de Palma
- Biscaglia:  Athletic Bilbao  Alavés  Arenas Getxo
- Cantabria:  Racing Santander, Eclipse FC
- Castiglia e León:  Real Valladolid  Leonesa
- Catalogna:  Barcellona  Sabadell  Badalona
- Centro:  Madrid CF  Atlético Madrid  Racing Madrid
- Estremadura:  Don Benito
- Galizia:  Deportivo La Coruña  Celta Vigo
- Gipuzkoa:  Unión Irun  Donostia  CD Logroñés
- Murcia:  Murcia FC, Lorca SC
- Valencia:  Valencia  Castellón

## Sedicesimi di finale
|                     | Risultato |                 | Andata | Ritorno |  |
| ------------------- | --------- | --------------- | ------ | ------- |  |
| Racing Madrid       | 3 - 8     | Siviglia        | 2 - 0  | 1 - 8   |  |
| Real Betis          | 6 - 5     | Donostia        | 5 - 1  | 1 - 4   |  |
| Barcellona          | 12 - 1    | Don Benito      | 9 - 0  | 3 - 1   |  |
| Alavés              | 4 - 5     | Sabadell        | 2 - 2  | 2 - 3   |  |
| Unión Irun          | 4 - 2     | Celta Vigo      | 3 - 1  | 1 - 1   |  |
| Racing Santander    | 1 - 7     | Arenas Getxo    | 0 - 2  | 1 - 5   |  |
| CD Logroñés         | 15 - 1    | Leonesa         | 7 - 0  | 8 - 1   |  |
| Valencia            | 5 - 4     | Iberia SD       | 2 - 0  | 3 - 4   |  |
| Badalona            | [ 1 ]     | Patria Aragón   |        |         |  |
| Oviedo              | [ 1 ]     | Lorca SC        |        |         |  |
| Athletic Palma      | 1 - 3     | Castellón       | 1 - 0  | 0 - 3   |  |
| Real Valladolid     | 4 - 2     | Atlético Madrid | 2 - 1  | 2 - 1   |  |
| Madrid CF           | 9 - 2     | Eclipse FC      | 4 - 0  | 5 - 2   |  |
| Deportivo La Coruña | 1 - 3     | Murcia FC       | 0 - 1  | 1 - 2   |  |

## Ottavi di finale
|                 | Risultato |                | Andata | Ritorno | Spareggio |  |
| --------------- | --------- | -------------- | ------ | ------- | --------- |  |
| Valencia        | 4 - 3     | Barcellona     | 2 - 2  | 2 - 1   |           |  |
| Badalona        | 1 - 2     | Real Betis     | 1 - 0  | 0 - 2   |           |  |
| Athletic Bilbao | 5 - 3     | Sabadell       | 4 - 0  | 1 - 3   |           |  |
| Siviglia        | 4 - 4     | Castellón      | 3 - 1  | 1 - 3   | 1 - 2     |  |
| Oviedo          | 1 - 6     | Arenas Getxo   | 1 - 2  | 0 - 4   |           |  |
| Unión Irun      | 4 - 1     | Sporting Gijón | 4 - 1  | 0 - 0   |           |  |
| Real Valladolid | 0 - 4     | CD Logroñés    | 0 - 0  | 0 - 4   |           |  |
| Madrid CF       | 3 - 0     | Murcia FC      | 3 - 0  | 0 - 0   |           |  |

## Quarti di finale
|              | Risultato |                 | Andata | Ritorno | Spareggio |  |
| ------------ | --------- | --------------- | ------ | ------- | --------- |  |
| Arenas Getxo | 3 - 3     | Valencia        | 2 - 2  | 1 - 1   | 2 - 1     |  |
| Unión Irun   | 2 - 6     | Athletic Bilbao | 2 - 2  | 0 - 4   |           |  |
| Real Betis   | 3 - 1     | Madrid CF       | 3 - 0  | 0 - 1   |           |  |
| Castellón    | 2 - 3     | CD Logroñés     | 2 - 0  | 0 - 3   |           |  |

## Semifinali
|              | Risultato |                 | Andata | Ritorno | Spareggio |  |
| ------------ | --------- | --------------- | ------ | ------- | --------- |  |
| CD Logroñés  | 3 - 12    | Athletic Bilbao | 0 - 6  | 3 - 6   |           |  |
| Arenas Getxo | 2 - 2     | Real Betis      | 2 - 1  | 0 - 1   | 0 - 2     |  |

## Finale
| Arbitro: | Jesus Arriba |

|                                 |           |          |
| Chirri 17’ Roberto 38’ Bata 54’ | Marcatori | 57’ Sanz |